# Euphranor
Euphranor (en grec ancien Ἐυφράνωρ) est un artiste grec du milieu du IVe siècle av. J.-C. Il fut le seul artiste grec à exceller à la fois dans la peinture et la sculpture. On le considère aussi comme un des premiers « peintres-savants ».
Aucune de ses peintures n'a été conservée.

## Biographie
Sa vie est mal connue. Pline l'Ancien l'appelle « Euphranor de l'Isthme » (Isthmius, ce qui peut vouloir dire qu'il était d'une petite ville près du sanctuaire de Poséidon à Isthmia, mais Pausanias n'en décrit aucune dans ses écrits sur la région et aucune n'a été mise au jour. Il peut également s'agir d'une périphrase pour Corinthe. Une scholie à Juvénal le mentionne comme athénien, mais aux côtés de Polyclète, notoirement originaire d'Argos, ce qui discrédite le témoignage. Néanmoins, Euphranor ne travailla quasiment qu'en Attique et est cité par Plutarque comme l'un des maîtres de l'école attique de peinture. Les signatures de Sostratos, son fils, ne mentionnent pas d'ethnique, ce qui implique qu'il était athénien.
Pline place son apogée dans la 104e olympiade (364-361 av. J.-C.), en même temps que celle de Praxitèle. La date correspond à son travail sur la Stoa de Zeus à Athènes, c'est-à-dire au début de sa carrière. On estime qu'il commença sa carrière à Athènes dans les années 360 av. J.-C. ; elle se poursuivra au moins jusqu'à la carrière de Lycurgue.
Il se distingua en étant un peintre et un sculpteur de premier plan. Quintilien écrit ainsi : « ce qui fait admirer Euphranor, c'est que, tout en ayant de bons sujets d'intérêt, il fut un artiste des plus grands, aussi remarquable en peinture qu'en sculpture. » Les Anciens le citent comme peintre aux côtés d'Apelle, Polygnotos, Zeuxis et Parrhasios, et comme sculpteur aux côtés d'Alcamène, Phidias, Myron et Polyclète. Pline écrit qu'il « apprenait facilement, travaillait plus que tous, excellait dans tous les genres, toujours égal à lui-même ».
Euphranor écrivit un important traité sur les proportions (symmetriæ) auquel Plutarque fait longuement référence dans Sur la gloire des Athéniens.

## Œuvre

### Peinture
Pline l'Ancien lui attribue une bataille de cavalerie, une représentation des Douze Dieux, un Thésée et, à Éphèse, la folie imaginée d'Ulysse. Pausanias vit les deux premiers tableaux dans la Stoa de Zeus, sur l'agora d'Athènes et fournit davantage de précisions. La bataille de cavalerie représente les Athéniens venant au secours des Spartiates contre les Thébains d'Épaminondas, à la bataille de Mantinée (362 av. J.-C.). Thésée est figuré aux côtés d'allégories de la Démocratie et du Peuple, avec une légende indiquant qu'il a introduit l'égalité politique parmi les Athéniens.

### Sculpture
Pline lui attribue des statues de Pâris, Léto avec son fils Apollon et Artémis, Philippe et Alexandre sur leurs chariots.
De sa main, seul une statue en marbre représentant Apollon Patrôos est identifiée (datée d'environ 330 av. J.-C.). Elle a été découverte en 1907 près du temple où Pausanias la situait déjà. Malheureusement, il est difficile d'identifier, parmi les autres sculptures encore existantes, celles qui copieraient le travail d'Euphranor. Certains lui attribuent cependant l'original disparu dont l'Alexandre Rondanini (glyptothèque de Munich, inv. 298) est la copie.
Les caractères de ses œuvres seraient proches de celles de son contemporain Lysippe, notamment par son souci de symétrie, son intérêt marquées pour les formes corporelles et les sujets héroïques[réf. nécessaire].

## Galerie

### Du milieu duIVesiècleav. J.-C.

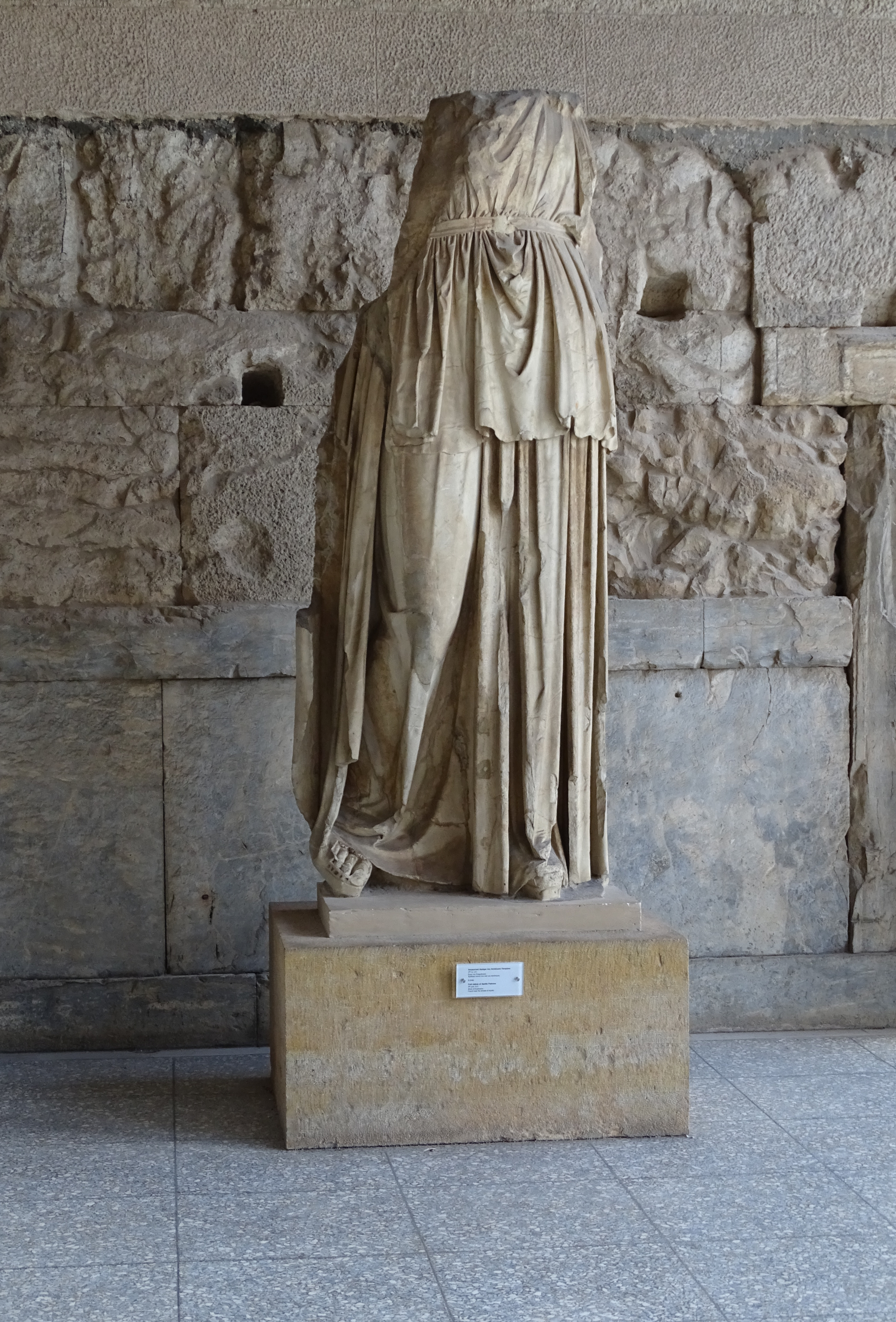
Apollon Patrôos, statue de culte du temple d'Apollon. Bord Ouest de l'Agora. Musée de l'Agora d'Athènes
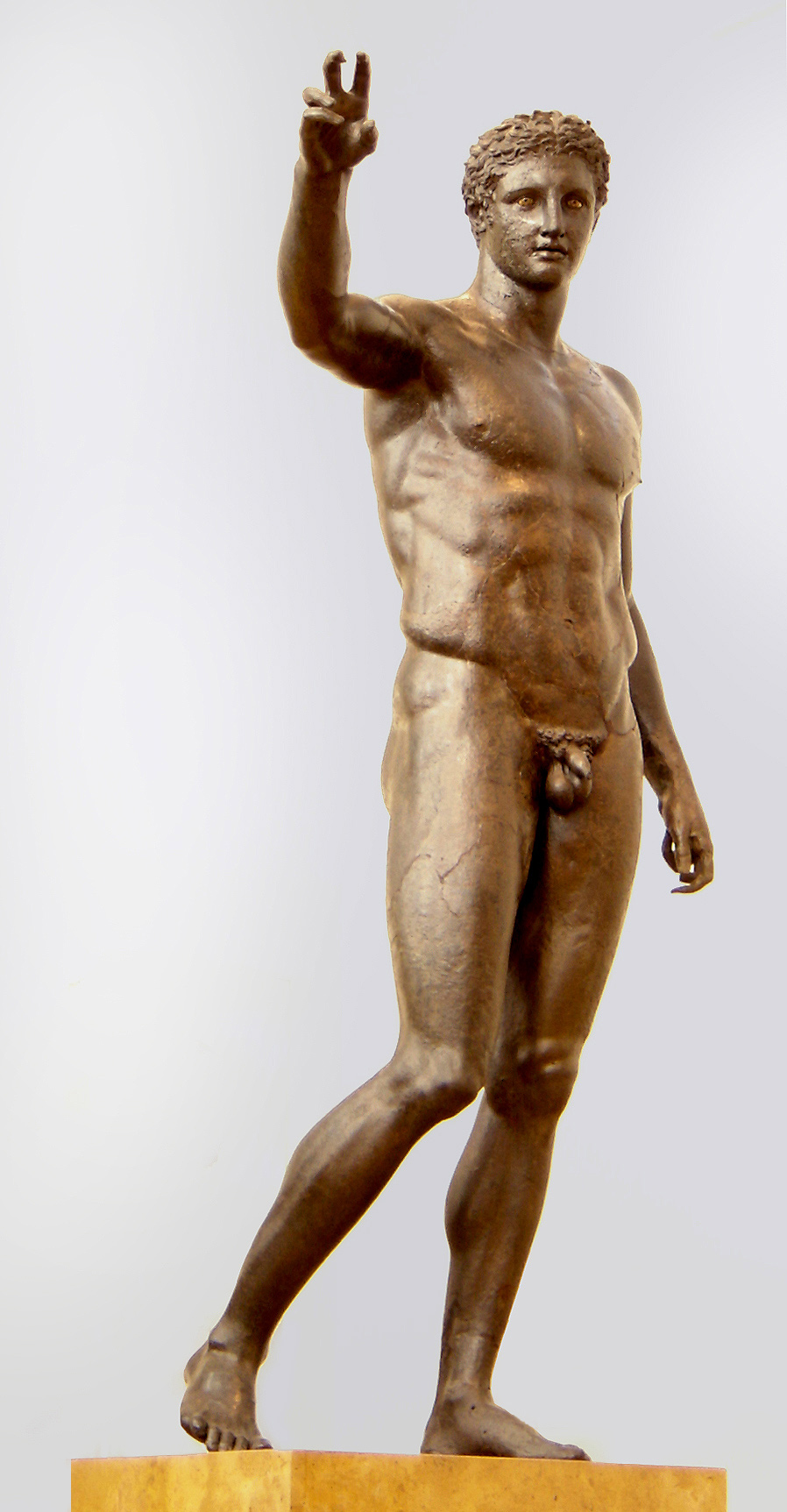
L'Éphèbe d'Anticythère (Pâris ou Persée, attribué à Euphranor, vers 340-330 av. J.-C., Musée national archéologique d'Athènes.
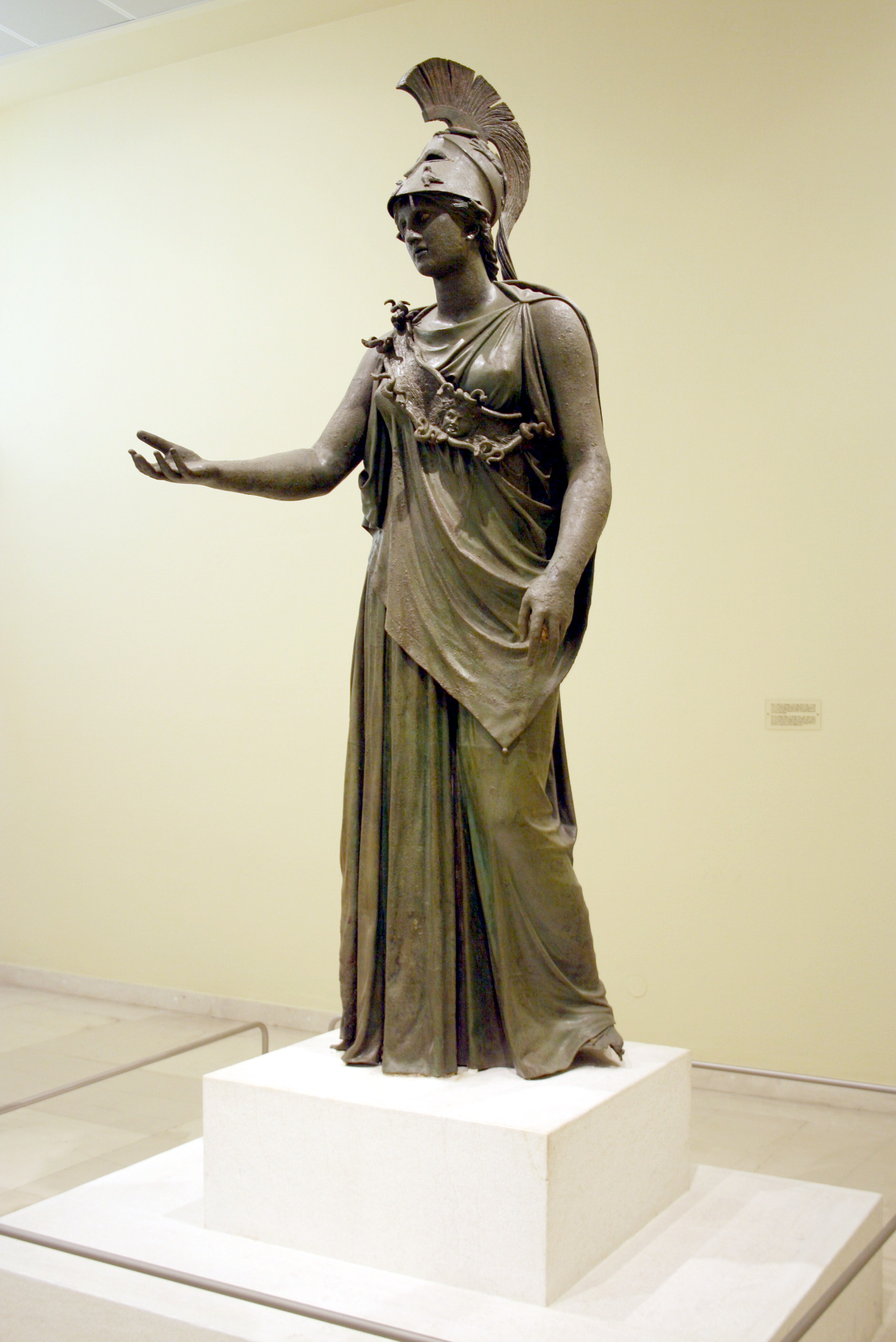
Athéna du Pirée, Bronze. Musée du Pirée. Découverte au Pirée en 1959 dans un entrepôt incendié en 86 avant J.-C. par les troupes romaine de Sylla. Attribution hypothétique à Euphranor.

### Copies romaines

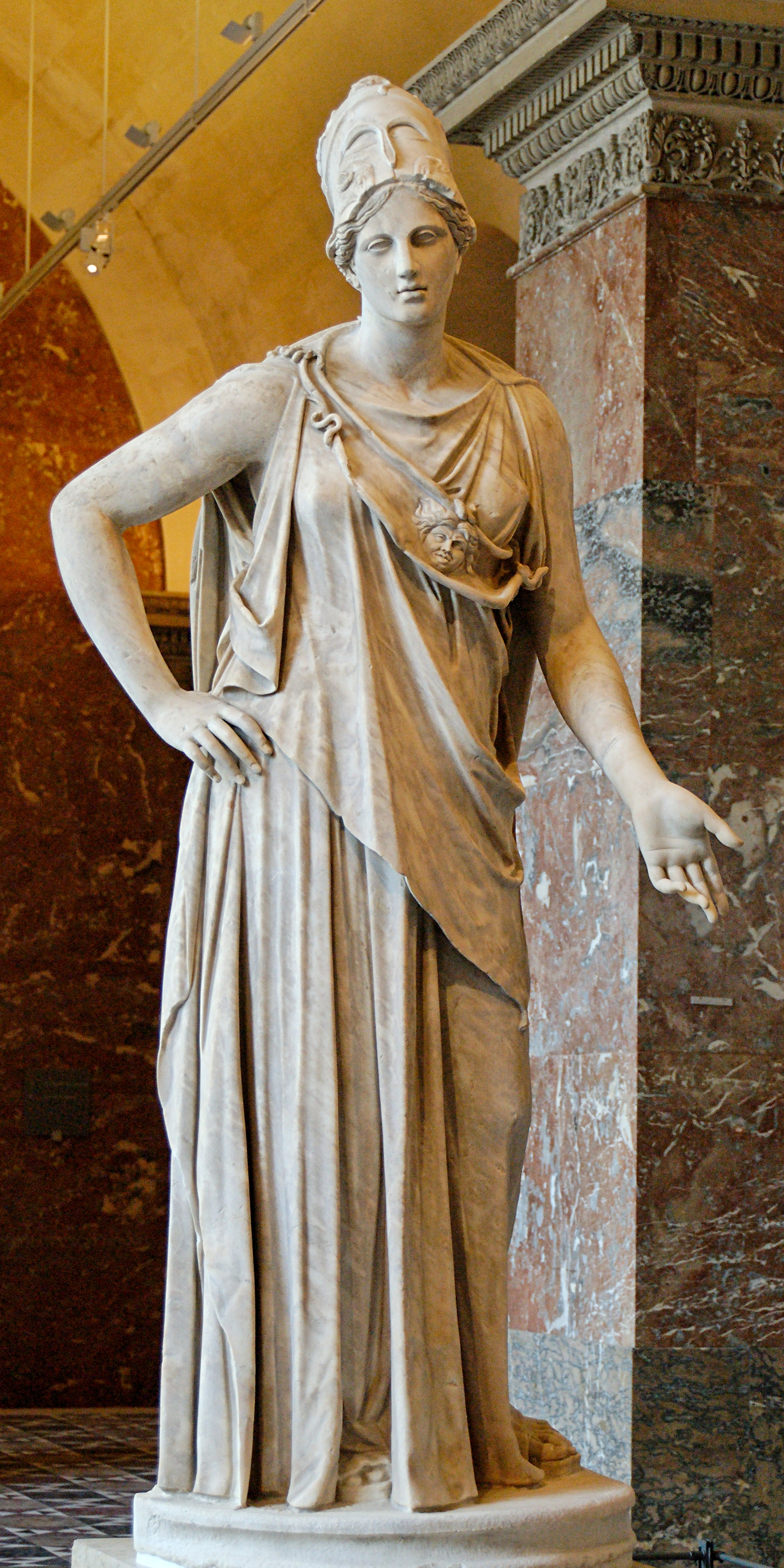
Athéna dite « Athéna Mattéi », musée du Louvre (inv. MA 530) copie de l'Athéna en bronze du Pirée (musée archéologique du Pirée, inv. 4646).
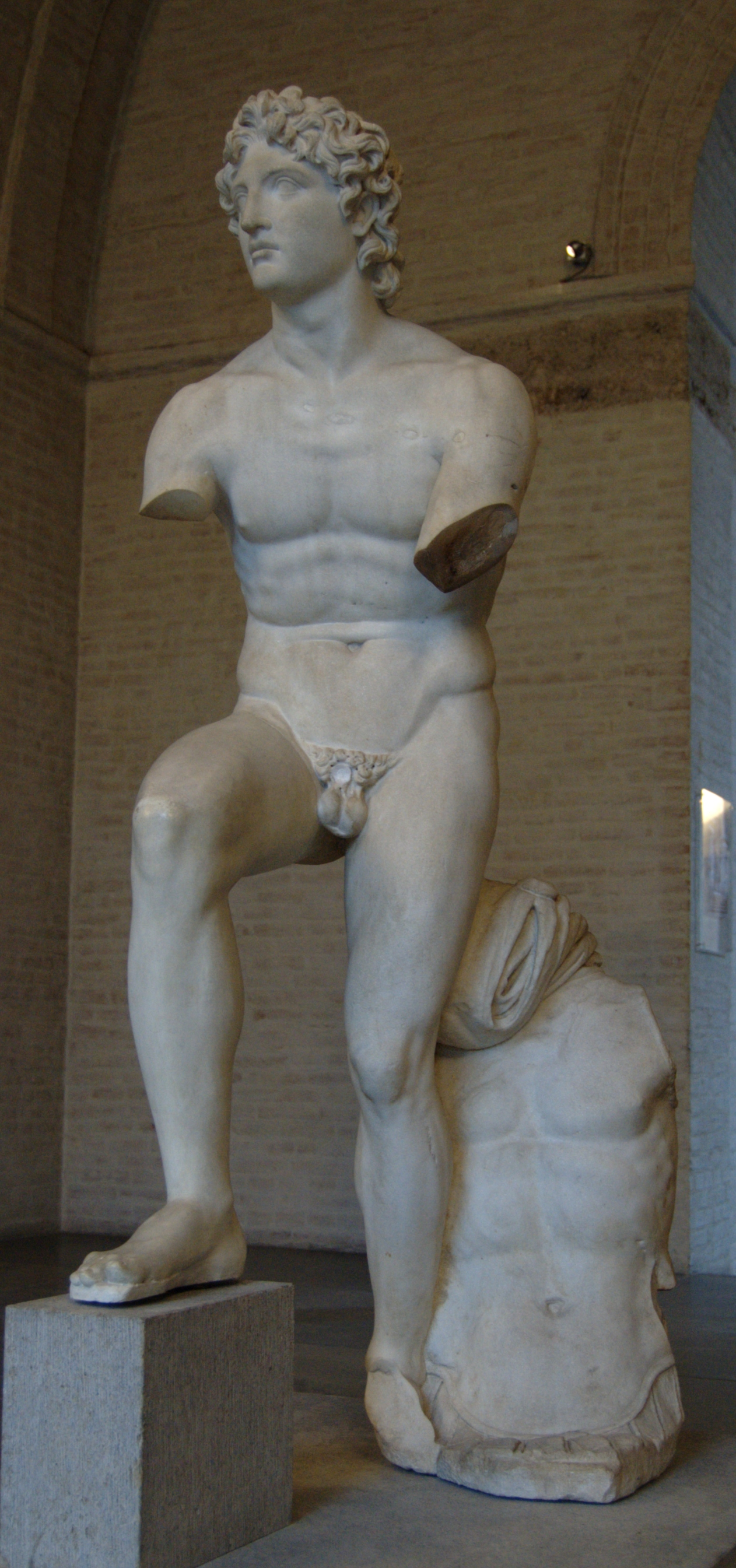
« Alexandre Rondanini », glyptothèque de Munich (inv. 298), attribution hypothétique.
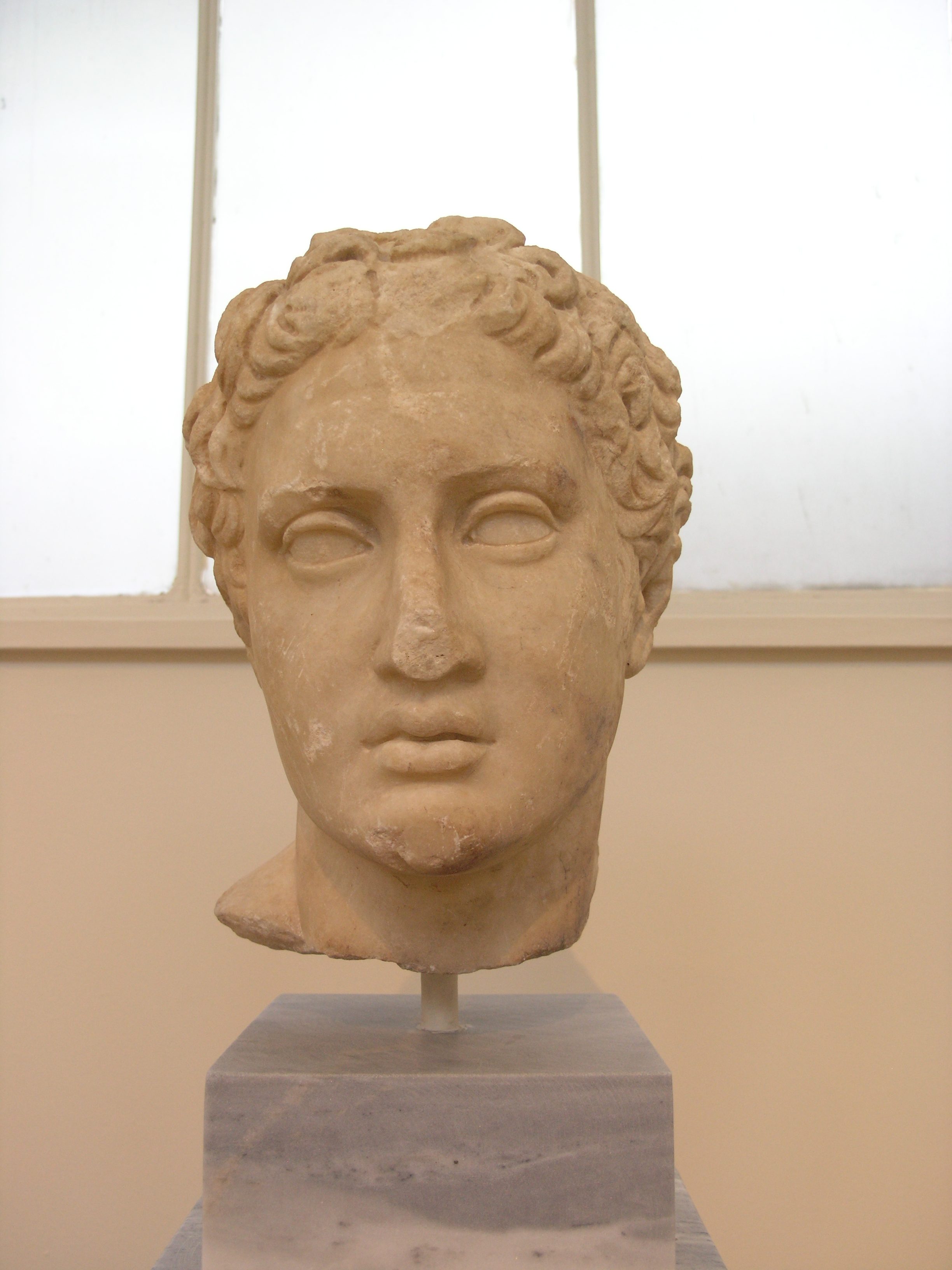
Portrait d'un jeune homme, musée national archéologique d'Athènes (inv. 189), attribution hypothétique.
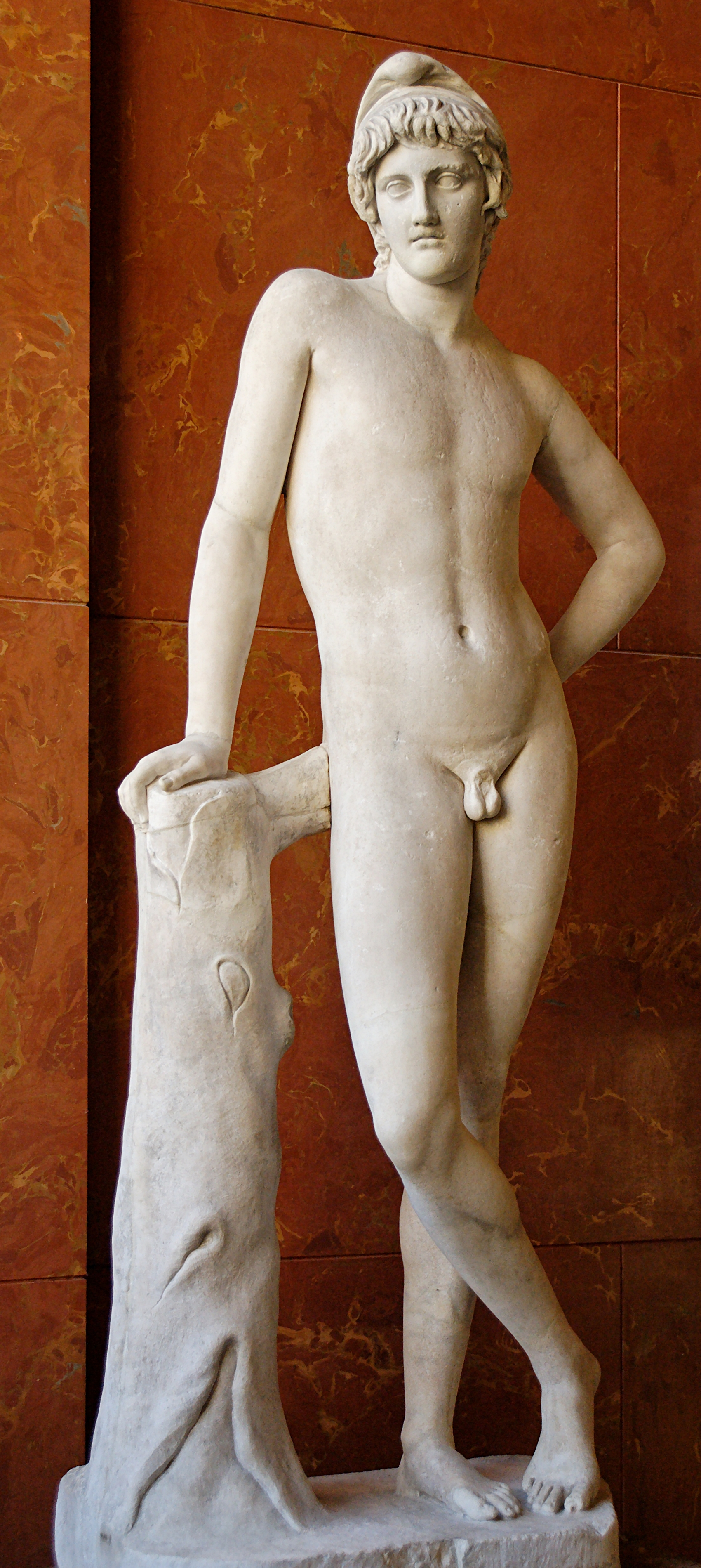
jeune homme au bonnet phrygien, musée du Louvre (inv. MA 4708), attribution hypothétique.